# Derevenskij detektiv
Derevenskij detektiv (Деревенский детектив) è un film del 1969 diretto da Ivan Vladimirovič Lukinskij.